# جزيرة روسنغا

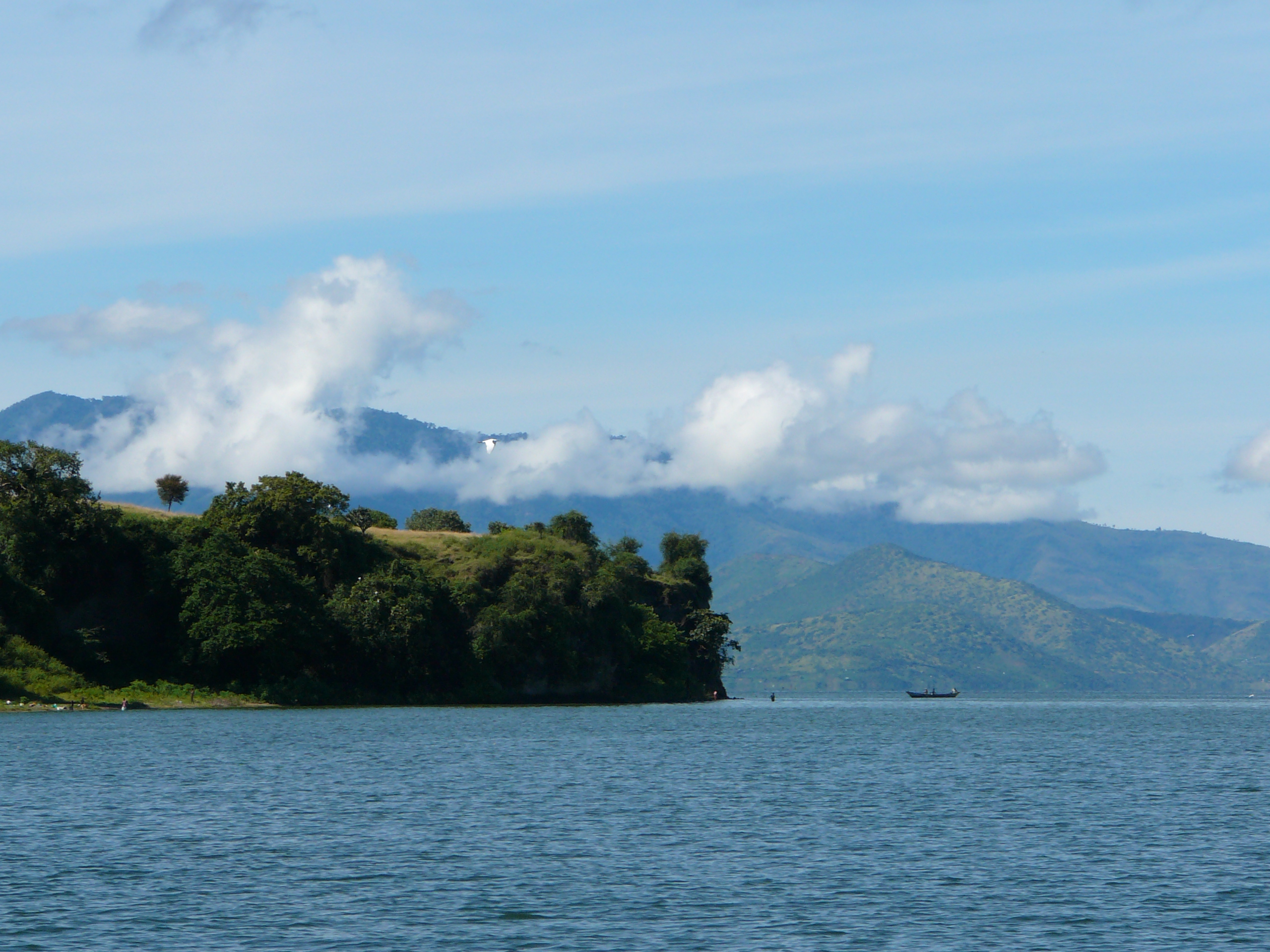

جزيرة روسنغا (بالإنجليزية: Rusinga Island)‏ هي جزيرة ذات شكل متطاول يمتد لمسافة 16 كم من طرف إلى آخر و5 كم عند أوسع نقطة. تقع في الجزء الشرقي من بحيرة فيكتوريا عند مصب خليج وينام من جهة كينيا وترتبط بالبر الرئيسي عند مبيتا بوينت (نقطة مبيتا) في بواسطة جسر.

## السكان
اللغة المحلية هي لوه على الرغم من أن أسلاف السكان الحاليين كانوا من أبناء السوبا الذين جاءوا في قوارب منذ عدة مئات من السنين من أوغندا كلاجئين من حروب السلالات.
أسماء العديد من الأماكن على لا تشي بأصول تعود للسوبا بما في ذلك اسم الجزيرة نفسها وقمتها المركزية المسماة لونيني Lunene.